# Zagrebačka nogometna zona 1960./61.
Zagrebačka nogometna zona, također i kao  I. zona Zagreb, I. zona  je bila jedna od zona Prvenstva Hrvatske, te liga trećeg stupnja nogometnog prvenstva Jugoslavije u sezoni 1960./61. 
 
Sudjelovalo je ukupno 14 klubova, a prvak je bio "RIZ" iz Zagreba.  

## Ljestvica
| mj.                  | klub                    | ut.                     | pob.                    | ner.                    | por.                    | gol+                    | gol–                    | bod                     |
| -------------------- | ----------------------- | ----------------------- | ----------------------- | ----------------------- | ----------------------- | ----------------------- | ----------------------- | ----------------------- |
| 1.                   | RIZ Zagreb              | 22                      | 15                      | 5                       | 2                       | 54                      | 19                      | 35                      |
| 2.                   | Elektrostroj Zagreb     | 22                      | 17                      | 0                       | 5                       | 75                      | 26                      | 34                      |
| 3.                   | Metalac Zagreb          | 22                      | 14                      | 3                       | 5                       | 70                      | 25                      | 31                      |
| 4.                   | Jedinstvo Zagreb        | 22                      | 11                      | 6                       | 5                       | 44                      | 36                      | 28                      |
| 5.                   | Kustošija Zagreb        | 22                      | 8                       | 6                       | 8                       | 50                      | 44                      | 22                      |
| 6.                   | Zvijezda Zagreb         | 22                      | 8                       | 5                       | 9                       | 27                      | 37                      | 21                      |
| 7.                   | Trnje Zagreb            | 22                      | 9                       | 2                       | 11                      | 32                      | 48                      | 20                      |
| 8.                   | Radnik Velika Gorica    | 22                      | 6                       | 6                       | 10                      | 30                      | 38                      | 18                      |
| 9.                   | Borac Zagreb            | 22                      | 8                       | 2                       | 12                      | 37                      | 60                      | 18                      |
| 10.                  | Tekstilac Zagreb        | 22                      | 7                       | 3                       | 12                      | 28                      | 37                      | 17                      |
| 11.                  | Samobor                 | 22                      | 5                       | 3                       | 14                      | 20                      | 56                      | 13                      |
| 12.                  | OTJ Zagreb              | 22                      | 2                       | 3                       | 17                      | 14                      | 55                      | 7                       |
|                      | Dinamo II Zagreb        | igrali van konkurencije | igrali van konkurencije | igrali van konkurencije | igrali van konkurencije | igrali van konkurencije | igrali van konkurencije | igrali van konkurencije |
| Trešnjevka II Zagreb | igrali van konkurencije | igrali van konkurencije | igrali van konkurencije | igrali van konkurencije | igrali van konkurencije | igrali van konkurencije | igrali van konkurencije |                         |

## Rezultatska križaljka
| kratica | klub                 | BOR | ELS | JED | KUS | MET | OTJ | RAD | RIZ   | SAM  | TEK | TRNJ | ZVI | DIN | TRE |
| --- | -------------------- | --- | --- | --- | --- | --- | --- | --- | ----- | ---- | --- | ---- | --- | --- | --- |
| BOR | Borac Zagreb         |     | 2:6 | 2:3 | 4:0 | 2:4 | 3:1 | 2:1 | 0:2 p | 11:1 | 1:0 | 1:0  | 4:2 | 0:4 | 3:0 |
| ELS | Elektrostroj Zagreb  | 6:0 |     |     |     |     |     |     |       |      |     |      |     |     |     |
| JED | Jedinstvo Zagreb     | 3:0 |     |     |     |     |     |     |       |      |     |      |     |     |     |
| KUS | Kustošija Zagreb     | 4:0 |     |     |     |     |     |     |       |      |     |      |     |     |     |
| MET | Metalac Zagreb       | 8:1 |     |     |     |     |     |     |       |      |     |      |     |     |     |
| OTJ | OTJ Zagreb           | 4:1 |     |     |     |     |     |     |       |      |     |      |     |     |     |
| RAD | Radnik Velika Gorica | 1:3 |     |     |     |     |     |     |       |      |     |      |     |     |     |
| RIZ | RIZ Zagreb           | 4:1 |     |     |     |     |     |     |       |      |     |      |     |     |     |
| SAM | Samobor              | 1:5 |     |     |     |     |     |     |       |      |     |      |     |     |     |
| TEK | Tekstilac Zagreb     | 4:1 |     |     |     |     |     |     |       |      |     |      |     |     |     |
| TRNJ | Trnje Zagreb         | 3:2 |     |     |     |     |     |     |       |      |     |      |     |     |     |
| ZVI | Zvijezda Zagreb      | 1:1 |     |     |     |     |     |     |       |      |     |      |     |     |     |
| DIN | Dinamo II Zagreb     | 6:1 |     |     |     |     |     |     |       |      |     |      |     |     |     |
| TRE | Trešnjevka II Zagreb | 3:1 |     |     |     |     |     |     |       |      |     |      |     |     |     |
| |                      |     |     |     |     |     |     |     |       |      |     |      |     |     |     |
| podebljan rezultat – utakmice od 1. do 13. kola (1. utakmica između klubova) rezultat normalne debljine – utakmice od 14. do 26. kola (2. utakmica između klubova) rezultat nakošen – nije vidljiv redoslijed odigravanja međusobnih utakmica iz dostupnih izvora rezultat smanjen * – iz dostupnih izvora nije uočljiv domaćin susreta prekrižen rezultat – poništena ili brisana utakmica p – utakmica prekinuta 3:0 p.f. / 0:3 p.f. – rezultat 3:0 bez borbe |                      |     |     |     |     |     |     |     |       |      |     |      |     |     |     |

 Izvori: